# Falk Miksa
Falk Miksa (Pest, 1828. október 7. – Budapest, 1908. szeptember 10.) magyar író, politikus, országgyűlési képviselő, az MTA tagja, a Szent István-rend középkeresztese, a bölcselet arany okleveles és az államtudományok tiszteletbeli tudora, a Magyarországi Hírlapírók Nyugdíjintézetének az elnöke.

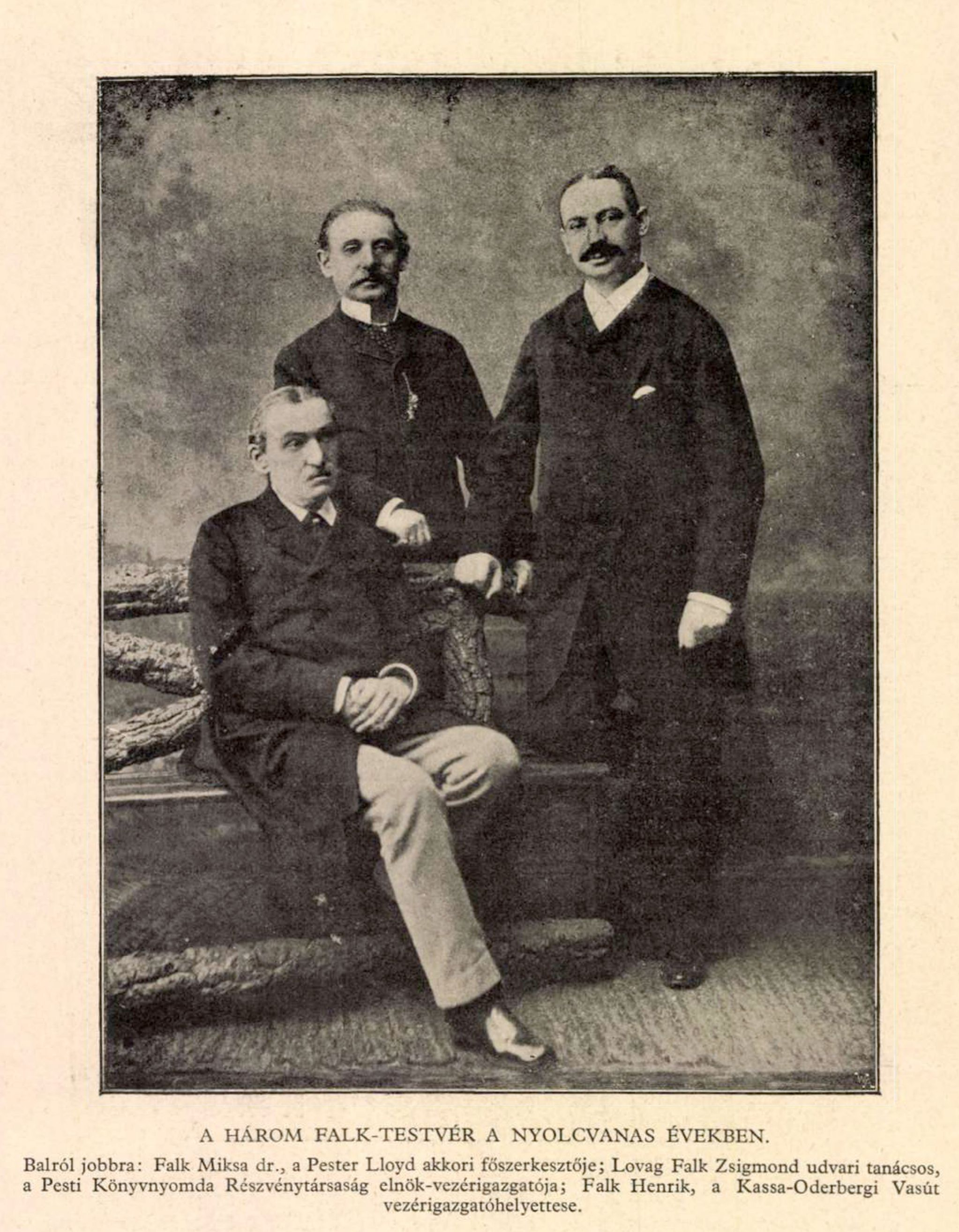
A három Falk testvér az 1880-as években. Miksa, Zsigmond (1831–1913) és Henrik (1840–1918)

## Élete

### Gyermekkora, tanulmányai
Elszegényedett magyar-zsidó kereskedőcsalád gyermeke, édesapja Falk József, édesanyja Preisach Borbála. Apja az egyik rokona könnyelműsége miatt elvesztette a vagyonukat, így fia a tanulás mellett már 14 éves korától kezdve kenyérkeresésre volt utalva. Már 1843-ban közölt az Ungar című lapban fordításokat a magyar lapokból és bírálatokat a Nemzeti Színház előadásairól, később a lap segédszerkesztője volt 1847-ig. Miután letette a bölcseleti szigorlatokat, doktori oklevelet szerzett és Bécsbe ment, ahol a műegyetemi előadásokat is hallgatta.
Tanulmányait súlyos nélkülözések között folytatta Bécsben 1848-ig, ezután visszatért Pestre, ahol újra az Ungar szerkesztőségének tagja lett. Szeptemberben ismét Bécsbe ment azon reményben, hogy tanulmányait folytathatja, de ezt az októberi események meghiúsították. Ekkoriban politikai vezércikkeket írt a Schwarzer-féle Oesterreichisch Zeitung számára, s amikor ezt a lapot betiltották, a Wanderernek Magyarországra vonatkozó cikkeit majdnem kizárólag ő írta, olyan sikerrel, hogy a lap előfizetőinek száma egyedül Magyarországon kétezerrel gyarapodott.

### Újságíróként
1850-ben a bécsi takarékpénztárnál nyert alkalmazást, de hivatalos működése közben a Pesti Naplónál és a bécsi Magyar Sajtónál folytatta újságírói működését. 1858-ban Széchenyi István gróf ismételt meghívására Hopf János kanonok bemutatta őt a „legnagyobb magyar”-nak, aki azután hetente 3–4 alkalommal kivitette egyik fiával magához Döblingbe. A gróf bizalmát nagymértékben elnyerte, és akkori névtelen iratainak legnagyobb része az ő kezén ment keresztül; némelyekhez előszót, másokhoz egész fejezeteket írt. Cikkeivel elősegítette a kiegyezést, hiszen Deák-párti volt.
1861. december 20-án Deák Ferenc ajánlatára a Magyar Tudományos Akadémia levelező tagjává választotta; itt a nemzetgazdasági bizottságnak is tagja volt. Ugyanekkor sajtópert indított ellene Anton von Schmerling, mert a Wandererben a magyar alkotmány helyreállítását sürgette. A végtárgyaláson maga védte magát, három napig tartott; az eredmény az lett, hogy hat hónapi, böjtöléssel súlyosbított börtönre, s a doktori cím elvesztésére ítélték. A börtönbüntetést a legfőbb törvényszék három hónapra szállította le, s ezt három hét híjával le is töltötte. A pesti egyetem azonban megtagadta az ítélet második részének teljesítését. Schmerling mint a takarékpénztár elnöke itt is áskálódott ellene, elmozdíttatását azonban nem bírta kieszközölni, s csupán annyit ért el, hogy három évre minden előléptetés el volt zárva előtte. Ezen esemény következtében csak 1863 vége felé jöhetett Pestre akadémiai székét elfoglalni a Menedékjogról írt értekezésével.
1866 vége felé a magyar királynéhoz hívták meg, akivel aztán hónapokon át mindennap több óráig társalgott, írt, olvasott, többnyire történeti, de egyéb munkákat is. Mikor az udvar 1867-ben Schönbrunnba költözött, őfelsége oda is magával vitte és Falk a délutáni órákat rendszerint ott töltötte.
A Poroszországgal folytatott hadjárat, után a helyreállított alkotmány új viszonyokat létesített a hazában és új embereket hívott a magyar közélet élére. A sajtó, a cenzúra nyűgéből kiszabadulva, szintén gyökeres átalakuláson ment át. S kivált a Pester Lloydnak hivatása immár az lett, hogy Ausztriával és a külfölddel szemben, a szuverén magyar állameszme követelményeit és a magyar szellem kultúrképességét képviselje. E megváltozott hivatás a lap szellemének gyökeres átalakulását kívánta. Wahrmann Mór, hajdani iskolatársa, megnyerte őt a lap számára, s december 20-án, húsz évi távollét után visszatért Pestre és 22-én átvette a Pester Lloyd szellemi vezetését, beköszöntőjében, mely tollának egyik remeke, kifejtve programját. 1892-ben szerkesztésének 25 éves évfordulóját ülték meg a Pester Lloyd munkatársai, s Falkot nevezetes egyének díszes albummal tisztelték meg.

### A politikusi pályán
1869 elején a Lipótvárosban képviselőjelöltnek léptették fel Wahrmann ellen, ám Deák kívánságára ellenfelének engedte át a teret. Nem sokkal később Kőszegen, mely városnak utóbb díszpolgára lett, egyhangúlag választották meg. 1875-ben a budapest-terézvárosi kerületben lépett föl Horn ellen, de a szavazás alatt visszalépett, mert a választók egy része felekezeti kérdést csinált a dologból; rögtön utána megválasztatott keszthelyi képviselővé és e kerületet képviselte 1884-ig. Ekkor a választások alkalmával Nagykanizsán kisebbségben maradt, de győzött szűkebb választás alkalmával Aradon, melyet 1892-ig képviselt és egy Eötvösről «Apróságok egy nagy ember életéről» cím alatt tartott felolvasása alkalmából az ottani Kölcsey-egyesület dísztagjává választották. Ez évben Fejérváry Géza báró letévén a budapesti I. kerület mandátumát, helyébe itt Falk került. Mint képviselő, híve volt a Deák-pártnak, majd a Szabadelvű Párthoz tartozott; tagja volt több ízben a bankügyi bizottságnak és a horvát ügyben kiküldött regnikoláris bizottságnak. Szintúgy elnöke volt a közgazdasági bizottságnak s több évig mint a külügyi albizottság előadója szerepelt. Egészen 1905-ig maradt képviselő, ekkor az 1905–1906-os magyarországi belpolitikai válság hatására visszavonult a közélettől.
A hírlapírók nyugdíjintézete megalakulásakor őt választotta meg elnökének; az Otthon írók s hírlapírók körének tiszteletbeli elnöke; a lipótvárosi kaszinó elnöke, a kassa-oderbergi vasút igazgatóságának, a budapesti városi villamos vasúttársaság alelnöke; az angol-osztrák bank és a Pesti könyvnyomda részvény-társaság igazgatósági tagja, a Lloyd-társaság titkára, a pesti hazai első takarékpénztár-egyesület és a Pannonia viszontbiztosító intézet felügyelő-bizottságának is tagja volt. Falk még bécsi működése alatt itthon igen népszerűvé vált, igy lett Szeged szabad királyi város tiszteletbeli főjegyzőjévé, Csongrád- és Zemplén megyék hatóságainak tiszteletbeli tagjává stb.

## Munkássága

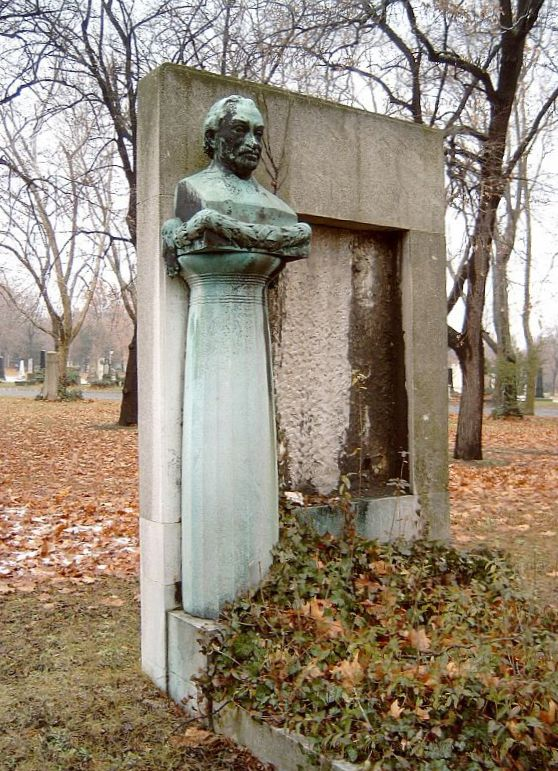
Falk Miksa sírja Budapesten. Fiumei úti sírkert: 29/3-1-13. Kallós Ede szobrász műve.

Magyarországon az Ungar című lapnak magyar lapokból írt fordításokat és a Nemzeti Színház előadásairól műbírálatot, majd rövid időn belül Bécsbe távozott. Kezdetben az Oesterreichische Zeitungnál foglalkoztatták, majd a lap betiltását követően a Wanderer című lap munkatársa lett. Magyarországon megjelenő lapokban, főként a Pesti Naplóban jelentek meg írásai, melyekben az abszolutizmust bírálta. Ugyanakkor a bécsi politikát támogató konzervatív cikkeket írt névtelenül a hivatalosnak számító Budapesti Hírlapban. Újságírói tevékenysége ellentmondásos, hiszen egyidejűleg írt a Habsburg-uralom ellen lázító és – a hivatalos sajtóban – császárpárti cikkeket. A Kiegyezés után végleg hazatért és a Pester Lloyd főszerkesztője lett. Ezzel egy időben munkatársa a Politikai Hetilapnak. Cikkeiben sokat foglalkozott nemzetközi kérdésekkel is. 1863-tól Erzsébet királyné (Sissi) magyar nyelvtanára volt. Ezt a funkciót a Habsburg-ház elismerésként adta addigi jó szolgálataiért. Amint sírja fölött elhangzott:
„ha emlegetjük azt a szeretetet, mellyel Erzsébet királyné igaz asszonyi szíve felénk,
magyarok felé fordult, akkor eszünkbe kell hogy jusson, hogy Falk Miksának adatott
ezt a királyi érzést magyarúl megszólaltatni.”

## Családja

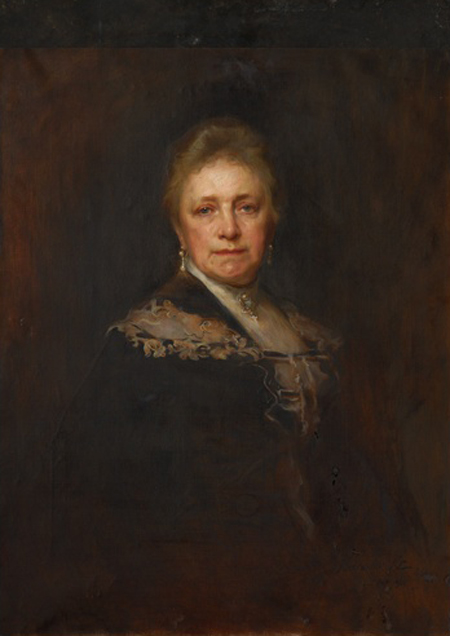
Felesége Schindler Klementina

Első felesége Lachmajer Ernestine Cecilia Ludovika volt, akivel 1852. április 22-én kötött házasságot Bécsben. Sorsa ismeretlen; csak annyit tudunk, hogy apja Ludwig von Lachmayer. Közös gyermekük Falk Ludovika Karolina Bécs nyolcadik kerületében született 1852-ben.  Második házasságát szintén Bécsben kötötte 1854. szeptember 7-én. Ő Schindler Klementina Borbála (1837–1908) volt, akivel 54 évig élt házasságban, három hónappal előtte hunyt el Karlsbadban. Nyolc gyermeket neveltek, a legkisebb Budapesten született (Ernő Antal 1870–1909). Klementina, Karolina, Aurélia, Frigyes, Ottilia Jozefa, Ede Károly és Leopoldina Bécsben született 1855 és 1866 között.
A köztudatban lévő hírekkel ellentétben nagy valószínűséggel csak névrokonságban áll a Columbo hadnagyot megformáló Peter Falk amerikai színésszel.
” (…) közel egy éve kutatok Peter Falk magyar gyökerei után, s bizony csak az anyai ágon találtam némi nyomra. Falk Miksával való rokonsági kapcsolatot nem is tudom, hogy honnan vették. Minden egyes leszármazottjának megnéztem az anyakönyvi bejegyzését, s bizony nem találtam semmiféle bizonyítékot.”  (Csiffáry Gabriella főlevéltáros, Budapest Főváros Levéltára, 2011)

## Főbb művei
- A menedékjog a nemzetközi jog alapelveiből származtatva Akadémiai székfoglaló (Pest, 1864)
- Koronázási emlékkönyv Dux Adolffal (Pest, 1867)
- Széchenyi István gróf és kora (Pest, 1868)
- Gróf Széchenyi István utolsó évei és halála (Budapest, 1884)
- Erzsébet királynéról (Budapest, 1898)
- Kor- és jellemrajzok (Budapest, 1902) (Online)

## Emlékezete
Budapest V. kerületében róla nevezték el a Falk Miksa utcát, amelynek a 20. század történelmi viharaira jellemző érdekessége, hogy három alkalommal is megkapta a nevét. Az utca elsősorban a műkereskedésekről ismert.